# Cordillera de Hōō
La cordillera de Hoo (法皇山脈 Hōō-sanmyaku?) es una cordillera que se extiende hacia el noreste del punto conocido como Chichiyama-wakare (ちち山別れ?). Es una continuación de la cordillera de Ishizuchi (石鎚山脈 Ishizuchi-sanmyaku?).

## Características
Corre casi en paralelo a la costa, siendo una sucesión de montañas, entre las que se destacan el monte Nishiakaishi (西赤石山 Nishi'aka'ishi-yama?) de 1626 m, el monte Higashiakaishi de 1706 m, el monte Hanezuru (ハネズル山 Hanezuru-yama?) de 1281 m, monte Akaboshi (赤星山 Akaboshi-yama?) de 1453 m y el monte Suiha (翠波峰 Suiha-mine?) de 891 m.
A medida que avanza hacia el este, la altura media va en descenso. A la porción que corre a partir del monte Hanezuru hacia el oeste también se la conoce como Akaishiyama-kei (赤石山系?).
Hacia el norte es atravesada por la falla tectónica más importante de Japón, y paralela a ella corre la autovía de Matsuyama en sentido este-oeste, hacia el norte de esta última, a su vez, se extiende una llanaura angosta.
La zona sur de la cordillera de Hōō es conocida como Mineminami (嶺南?), y el río Dōzan que nace en el Sasagamine (笹ヶ峰?) la atraviesa en sentido oeste-este.
Antiguamente, la comunicación entre las regiones separadas por la cordillera era dificultosa, atravesando sinuosos caminos de montaña. Pero en la actualidad túneles como el túnel de Hōō (法皇トンネル Hōō-tonneru?), túnel de Horikiri (堀切トンネル Horikiri-tonneru?) y el túnel de Daieizan (大永山トンネル Dai'eizan-tonneru?) mejoraron considerablemente la situación. También es atravesada por los acueductos que transportan el agua que se extrae de la cuenca del río Dozan hacia la ciudad de Shikokuchuo.
En esta cadena montañosa se encontraba la mina de bronce de Besshi.
- Datos: Q8350971
- Multimedia: Hoo Mountains / Q8350971